# Estadio Cacique Diriangén
Estadio Cacique Diriangén je višenamjenski stadion u nikaragvanskom gradu Diriamba. Većinom se koristi za nogometne utakmice te se na njemu uglavnom igraju domaće utakmice nogometnog kluba Diriangen FC.

## Vanjske poveznice
- stadionwelt.de: Bildergalerie  Arhivirana inačica izvorne stranice od 4. ožujka 2016. (Wayback Machine) (njem.)